# Anomalochrysa fulvescens
Anomalochrysa fulvescens is een insect uit de familie van de gaasvliegen (Chrysopidae), die tot de orde netvleugeligen (Neuroptera) behoort. 
Anomalochrysa fulvescens is voor het eerst wetenschappelijk beschreven door Perkins in Sharp in 1899.